# Azuer (Guadiana)
Der Río Azuer (im Oberlauf auch Río Cañamares genannt) ist ein ca. 110 km langer südlicher Nebenfluss des Guadiana in der Provinz Ciudad Real in der autonome Gemeinschaft Kastilien-La Mancha in Spanien fließt. Er hat ein Einzugsgebiet von ca. 1734 km².

## Verlauf
Der Río Azuer entspringt etwa 25 km (Luftlinie) südöstlich des Ortes Carrizosa im Osten der Provinz Ciudad Real in ca. 1000 m Höhe und fließt von dort nahezu konstant in nordwestlicher Richtung. Er passiert die Stadt Manzanares und mündet ungefähr 5 km nördlich der Stadt Daimiel in einer Höhe von ca. 605 m in den Río Guadiana.

## Stausee
Ungefähr 8 km südöstlich der Kleinstadt La Solana wird der Fluss von der Talsperre Puerto de Vallehermoso zu einem nur etwa 3 km langen Stausee (spanisch Embalse del Puerto de Vallehermoso) aufgestaut.

## Sehenswürdigkeiten
Sehenswert sind vor allem die bronzezeitliche Siedlung Motilla del Azuer sowie die Überreste des aus islamischer Zeit stammende Wehr- und Wachturms Torreón de Moratalaz sowie die historischen Städte Manzanares und Daimiel.